# آب دزدويه (مقاطعة فيروزآباد)
آب‌دزدويه (بالفارسية: آب‌دزدویه) هي قرية تقع في قسم جايدشت الريفي (مقاطعة فيروزآباد) في إيران. يقدر عدد سكانها بـ 24 نسمة بحسب إحصاء 2016.